# Guiglia
Guiglia é uma comuna italiana da região da Emília-Romanha, província de Modena, com cerca de 3.737 habitantes. Estende-se por uma área de 48 km², tendo uma densidade populacional de 78 hab/km². Faz fronteira com Castello di Serravalle (BO), Marano sul Panaro, Pavullo nel Frignano, Savignano sul Panaro, Zocca.

## Demografia
| Variação demográfica do município entre 1861 e 2011                               |
|                                                                                   |
| Fonte: Istituto Nazionale di Statistica (ISTAT) - Elaboração gráfica da Wikipedia |